# Bernhard Kühnel
Bernhard Franz Kühnel Langer MSC (ur. 4 grudnia 1927 w Głuchołazach) – niemiecki duchowny rzymskokatolicki posługujący w Peru, w latach 1983-2005 prałat terytorialny Caravelí.

## Życiorys
Święcenia kapłańskie przyjął 6 sierpnia 1955. Od lipca 1972 do 21 września 1972 był administratorem apostolskim Caravelí. 26 stycznia 1983 został mianowany prałatem terytorialnym Caravelí. Sakrę biskupią otrzymał 27 kwietnia 1983. 18 czerwca 2005 zrezygnował z urzędu.